# Ordre des Hospitaliers du Saint-Esprit
Pour l’article homonyme, voir Ordre du Saint-Esprit.
L’ordre des Hospitaliers du Saint-Esprit ou ordre du Saint-Esprit de Montpellier (ou encore « Ospedalieri di Santo Spirito » en Italie, « Ordo hospitalis Sancti Spiritus » en latin), a été fondé à Montpellier vers 1180, par Guy de Montpellier dans le but d'aider « tous les déshérités de la vie».
L'ordre, reconnu officiellement par le pape Innocent III le 23 avril 1198, a connu son apogée au XVe siècle (avec mille hôpitaux à travers l'Europe) puis disparut presque totalement au XVIIIe siècle pour ne subsister aujourd'hui principalement qu'en Espagne et en Pologne.

## Origines

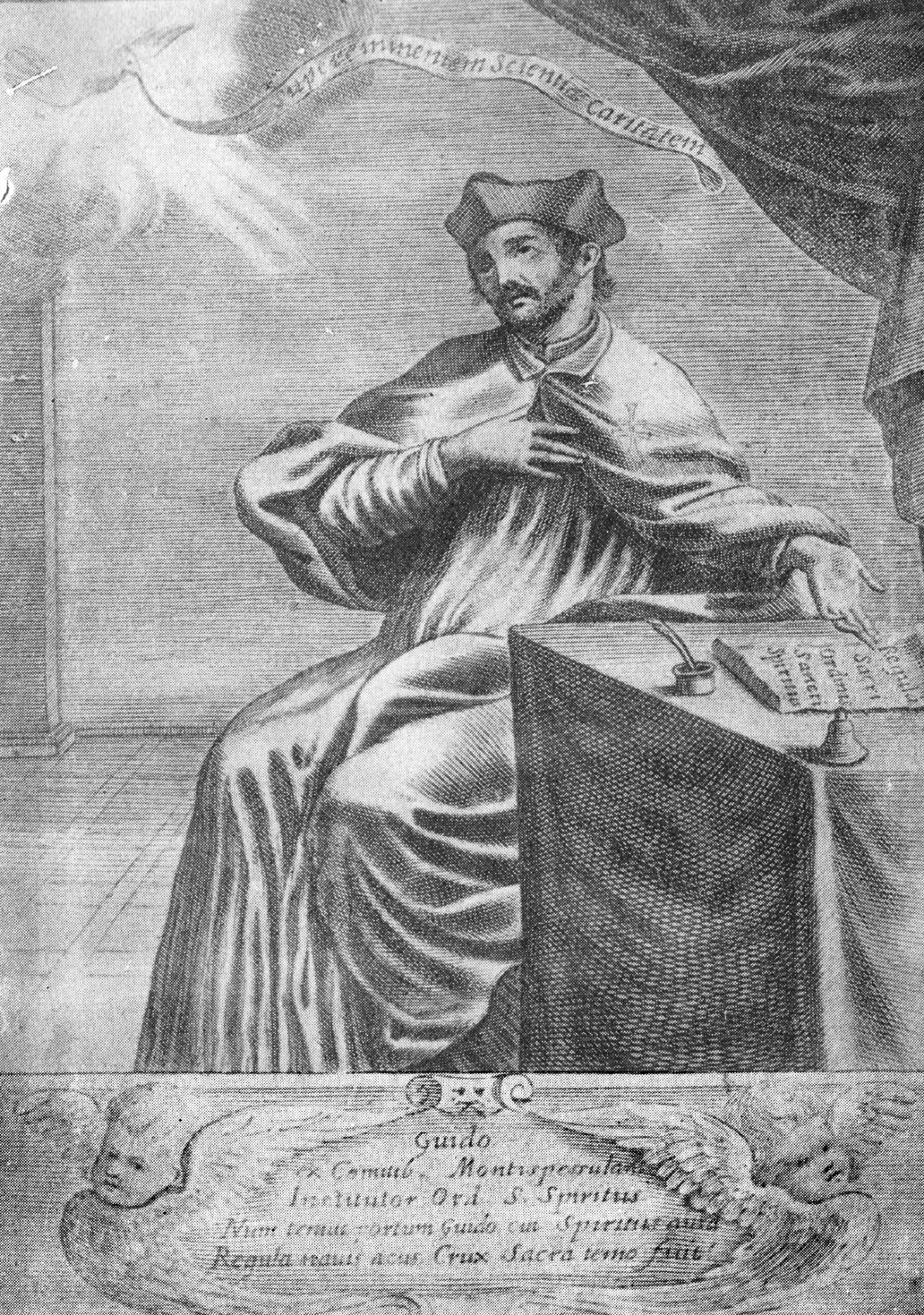
Guy de Montpellier, fondateur de l'ordre des Hospitaliers du Saint-Esprit et de la Confrérie de l'Arche.

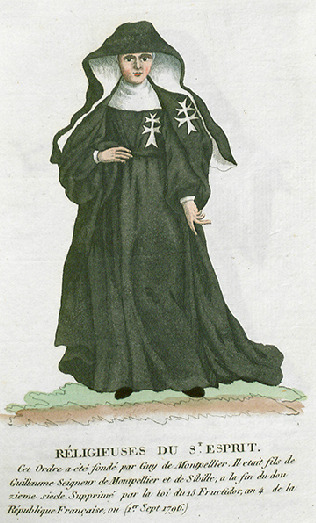
Religieuse de l'ordre des Hospitaliers du Saint-Esprit.

Guy de Montpellier est le fondateur de l'ordre des Hospitaliers du Saint-Esprit (aussi dénommé ordre des Hospitaliers du Saint-Esprit de Montpellier) reconnu par le pape en 1198.
Les bases sont fondées par le grand-père de Guy de Montpellier, Guilhem V de Montpellier, vers 1149, et sa règle est d'abord approuvée par l'évêque de Maguelone puis le 23 avril 1198 par une bulle du pape Innocent III « dès la première année de son pontificat ».
L'ordre était, à l'origine, une confrérie destinée au service d'un hôpital, mais, en 1198, à la veille de la croisade contre les Albigeois, le pape Innocent III la transforma en « ordre hospitalier, religieux et militaire,, ».
Le but de Guy était de reproduire le divin idéal de la charité universelle par un soulagement de toutes les misères (corps, âme et esprit) d'un caractère holistique (c.-à-d. global). Il recueillait les enfants abandonnés, s'occupait de l’éducation de la jeunesse recueillie par l'ordre, de l'assistance de toutes les misères et de l'hospitalité aux personnes de toutes conditions.
Sa foi en acte était, au-delà de l'aspect purement caritatif d'exercer la charité en faveur du prochain, préconisée comme acte de justice.

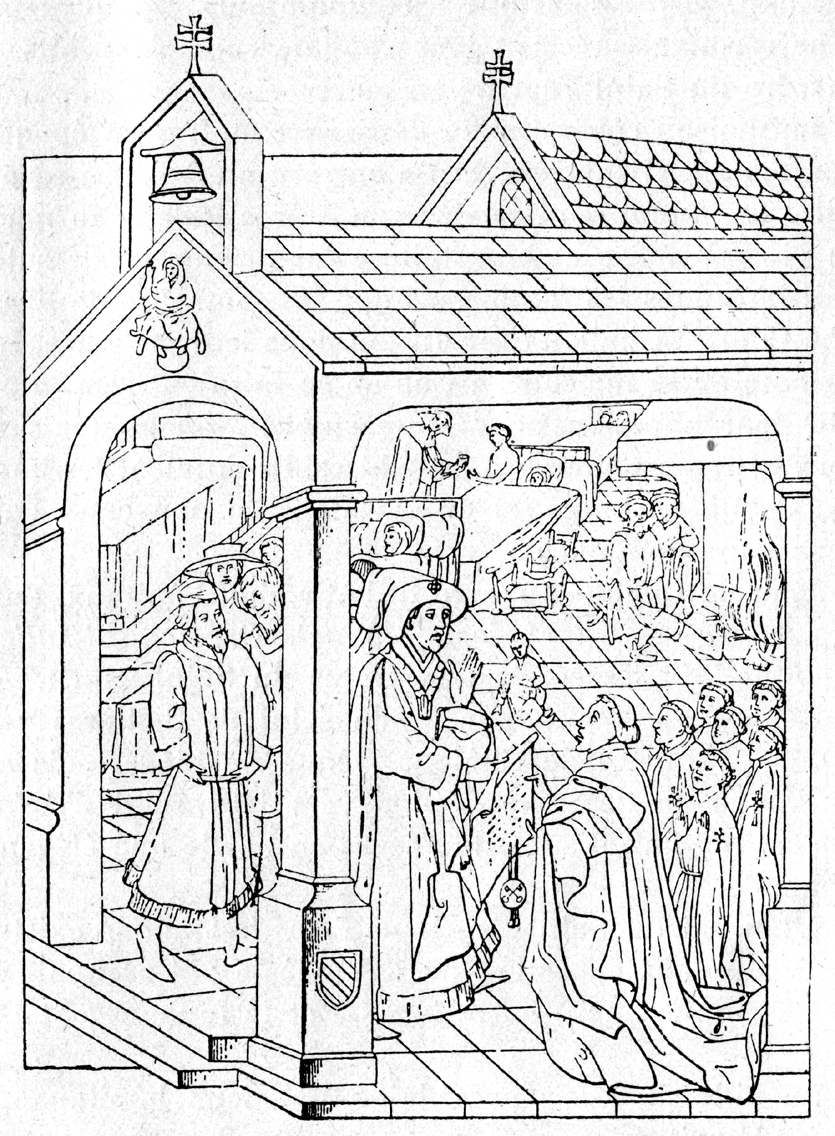
Le duc de Bourgogne remettant les bulles du pape aux frères hospitaliers du Saint-Esprit de Dijon.

Dès le XIIe siècle, l'hôpital du Saint-Esprit fondé par Guy accueille et soigne toutes les misères. Cet établissement, le premier construit à Montpellier, était situé à proximité de la porte du Pila Saint Gély et fut détruit en 1562 par les calvinistes durant les guerres de religion.
En 1203, Eudes III, duc de Bourgogne fit en faveur des frères hospitaliers plusieurs fondations et créa un hôpital à Dijon.
En 1204, le pape Innocent III fit reconstruire à Rome l'ancienne schola « Santo Spirito in Saxia » devenue un hôpital et appela à Rome Guy de Montpellier pour le diriger. Il devint donc le premier magister du plus vieil hôpital d'Europe datant initialement de 727. Il disposait de 300 lits et soignait plus de 1 000 personnes par jour. Il reste de nos jours l'un des plus grands hôpitaux de Rome.
Grâce à l'appui important d'Innocent III, l'ordre essaima rapidement partout en Europe.

## Activités

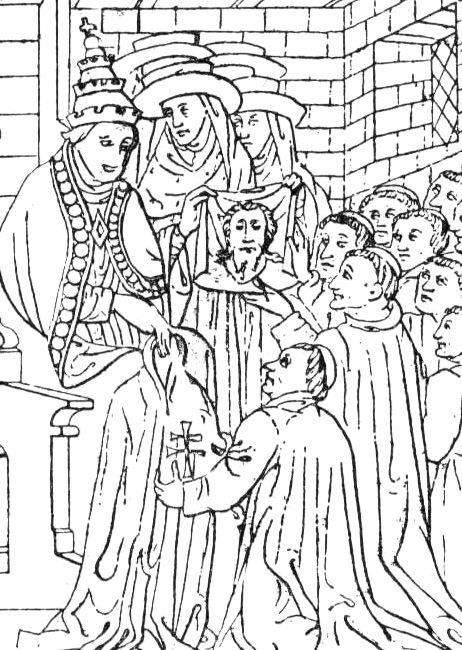
Le pape Innocent III remettant l'habit de l'ordre aux frères hospitaliers du Saint-Esprit.

L'emploi de ses membres était d'entretenir les enfants exposés et orphelins de l'un et de l'autre sexe, les estropiés et invalides, les insensés et troublés d'esprit ; d'assister les vieillards pauvres, les familles tombées en nécessité par quelque accident de la vie, qu'on appelait les pauvres honteux, mais aussi les malades de la peste et c'est pourquoi ses membres faisaient aussi un vœu de martyre. Ils logeaient les pèlerins, leur tenaient les passages libres sur mer et sur terre lorsqu'ils allaient aux lieux saints, rachetaient les esclaves détenus chez les infidèles, dotaient les filles pauvres, enseignaient les arts libéraux et mécaniques aux orphelins afin qu'ils ne fussent pas à charge à personne et qu'ils puissent servir le public ; enfin ils exerçaient, disent leurs statuts, tous les actes de miséricorde et de charité, méprisant leur propre vie pour le salut de leur prochain.
Les religieux de l'Ordre étaient soumis à la règle de Saint Augustin : « Pour tous les cas qui n'étaient pas spécialement prévus par la règle, l'ordre du Saint-Esprit devait s'inspirer du catalogue des sept œuvres de miséricorde. Voici en quoi consistent les sept œuvres de miséricorde, dont la nomenclature, n'est peut-être pas aussi familière à beaucoup de monde qu'elle l'était dans les siècles précédents », dit Gabriel Peignot :
1. Donner à manger à ceux qui ont faim ;
2. Donner à boire à ceux qui ont soif ;
3. Exercer l'hospitalité envers les étrangers ;
4. Donner des vêtements à ceux qui sont nus ;
5. Prendre soin des malades;
6. Délivrer les captifs;
7. Ensevelir les morts.

« Outre ces sept œuvres de miséricorde, que l'église nomme corporelles, il en est sept autres qu'elle désigne sous le nom de spirituelles. Voici en quoi elles consistent » :
1. Donner des conseils salutaires à ceux qui en ont besoin ;
2. Corriger ceux qui manquent ;
3. Instruire les ignorants ;
4. Consoler les affligés ;
5. Pardonner les injures ;
6. Supporter les peines ;
7. Prier pour les autres (les morts, les vivants, ceux qui nous persécutent)[12].

## Membres et composantes
« L'ordre du Saint Esprit se composait de religieux obligés par un vœu, et de laïcs qu'on regardait comme chevaliers. Les chefs des hôpitaux s'appelaient précepteurs ou commandeurs et, comme dans les ordres militaires, on nommait responsio la contribution annuelle que payait les commandeurs au grand-maître ou général, c'est-à-dire au commandeur de Montpellier ». Malgré l'utilisation de mot responsio utilisé uniquement dans les ordres militaires, l'ordre des Hospitaliers du Saint-Esprit ne semble pas avoir été militaire (hormis sa milice crée au XIIIe siècle et dissoute en 1459 par Pie II, puis réapparue en France, dans un grand désordre, au XVIIe siècle par une décision d'Urbain VIII).

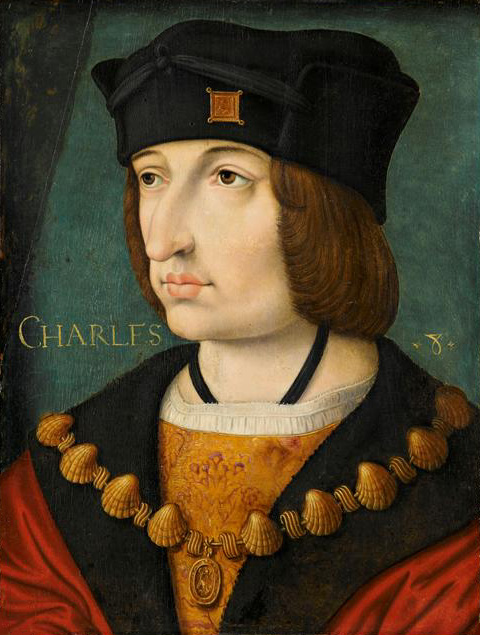
Le roi Charles VIII qui fut membre de la confrérie du Saint-Esprit

Le fondateur de l'ordre, Guy de Montpellier, était un frère laïc. Il est probable que les frères et les sœurs de l'ordre à l'origine n'avaient pas prononcé de vœux solennels.
L'ordre hospitalier comprenait donc quatre catégories :
Les religieux
L'ordre comprenait principalement des religieux : frères (devenus chanoines réguliers), sœurs, clercs et oblats. 
Ceux qui gouvernaient un hôpital portait le titre de commandeur, titre donné dans une bulle d'Alexandre IV de l'an 1256 et de Nicolas IV en 1291.
Les laïcs
Il était composé de personnes laïques, qui ne faisaient que des vœux simples, et s'occupaient des pauvres et des malades comme les religieux,.
La confrérie
Les sympathisants de l'Ordre étaient réunis dans une confrérie (fondée en même temps que l'ordre), la confrérie de l'Arche du Saint-Esprit, érigée dans l'hôpital de Rome au XIIIe siècle et confirmée par les trois Papes Eugène IV, Sixte IV et Jules III. Elle était entièrement composée de laïcs sans aucun vœu religieux et de nombreuses personnalités : Charles VIII (roi de France), Henri VII (roi d'Angleterre), la reine Élisabeth d'York, Marie de Bourgogne, Jean et Christine de Danemark, Jacques IV d'Écosse, l'empereur Maximilien Ier, Hedwige Ire (reine de Pologne à la fin XIVe siècle), le roi Louis XII de France, Marguerite de Savoie (reine d'Italie à la fin XIXe), etc., furent par exemple membres de la confrérie,.
La milice
Quelques laïcs furent aussi réunis dans une milice de l'ordre, fondée au XIIIe et disparue au XVe siècle. Ces laïcs portaient parfois le titre de chevalier (cité dans une bulle du pape Alexandre IV de 1256. Elle fut totalement supprimée en Italie en 1459 par le pape Pie II. 
Rétablie en France au début du XVIIe siècle par plusieurs groupes rivaux après la décision du pape Paul V en 1619 de séparer de nouveau la branche française de la branche italienne (la qualité de Général pour la France et toutes les autres provinces de la chrétienté (excepté l'Italie, la Sicile, la Hongrie et l'Angleterre) revint au commandeur de Montpellier et non plus à celui de Rome) ; Grégoire XV confirma ceci en 1621 mais ce ne fut qu'à condition qu'ils dépendraient encore de celui de l'hôpital de Rome. Louis XIII obtint du pape Urbain VIII que le général de France soit indépendant de celui de Rome en 1625. Plusieurs nouveaux Généraux de Montpellier apparurent, nombreux et rivaux, et tentèrent de rétablir la milice dissoute en 1459 en créant de nouveaux chevaliers laïcs et même mariés, mais ne restaurèrent pas du tout l'ordre « dans son ancien lustre et ancienne splendeur, ce ne fut au contraire qu'une confusion et qu'un chaos depuis l'an 1602 jusqu'en 1700 que le Roi Louis XIV développa (mis fin à) ce chaos en déclarant cet Ordre purement régulier et nullement militaire ».

## Costumes
Guy de Montpellier choisit pour son ordre la couleur bleue. Ses religieux portaient une soutane bleu ciel, devenue noire à partir de la seconde moitié du XVe siècle, et un manteau noir avec capuche de même couleur, la double croix cousue sur le côté gauche de leur robe et de leur manteau.
Du XIIe au XVIe siècle : au chœur, ils portaient l'été un surplis avec une aumusse de drap noir doublée de drap bleu et sur le bleu une croix de l'Ordre. L'hiver, ils portaient un grand camail avec une chape noire doublée d'une étoffe bleue et les boutons du grand camail bleus aussi. En France, ils mettaient toujours l'aumusse sur le bras, cette dernière étant composée de drap noir doublée et bordée d'une fourrure noire. En Italie, ils la portaient quelquefois sur les épaules, et en Pologne, ils ne se servaient pas d'aumusse ; mais ils mettaient sur leurs surplis une espèce de mosette de couleur violette, qui n'avait pas de capuce et n'était pas ronde comme les autres, mais descendait en pointe par derrière. Les commandeurs avaient à la boutonnière de leur soutane une croix d'or émaillée de blanc, et au chœur de l'église une aumusse de moire violette, l'été, ou un camail de même couleur, l'hiver. Ce costume se maintint sans changement notable jusqu'au XVIe siècle.
À partir de la réforme opérée par S. Charles Borromée (XVIe siècle), les religieux du Saint-Esprit adoptèrent le costume ecclésiastique ordinaire, de couleur noire. Au chœur, ils étaient vêtus d'un surplis, qui dans la saison d'hiver disparaissait sous une grande cape de drap noir, doublée d'étoffe bleue, avec camail à boutons et retroussis bleus. En été, la cape était remplacée par une aumusse en drap noir, doublée de bleu céleste et bordée de fourrure noire, qui se portait sur le bras.
Les religieuses portent au chœur de l'église un grand manteau noir avec une croix blanche de l'Ordre sur leur robe avec un voile noir ou une cape mais hors l'église un voile blanc. Les religieuses de l'Ordre, à Bar-sur-Aube, ont dans les cérémonies et au chœur de l'église un voile noir d'étamine avec la croix de l'Ordre.
Vers 1515, le pape accorda au grand maître de Rome l'habit des prélats romains violet avec la mosette et le mantelet, habit qu'ils porteront toujours par la suite.

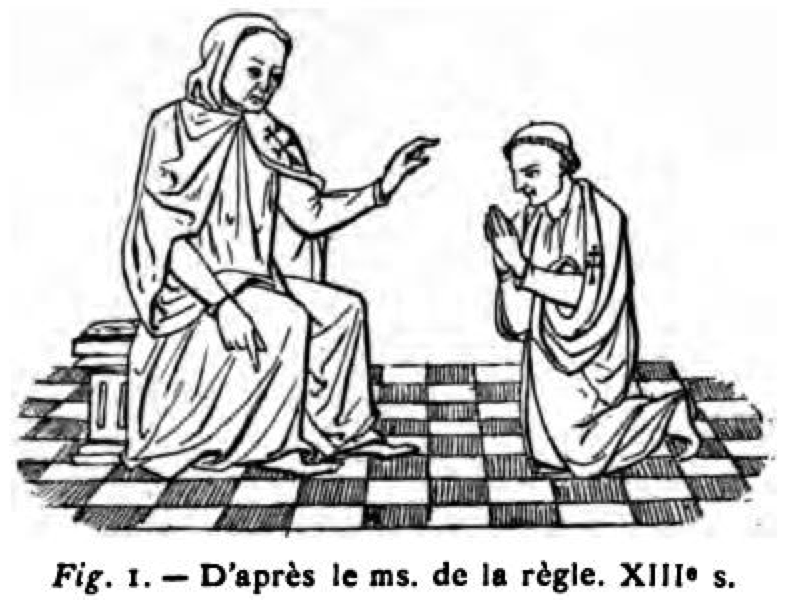
Costume de l'ordre au XIIIe siècle ; manuscrit de la Règle.
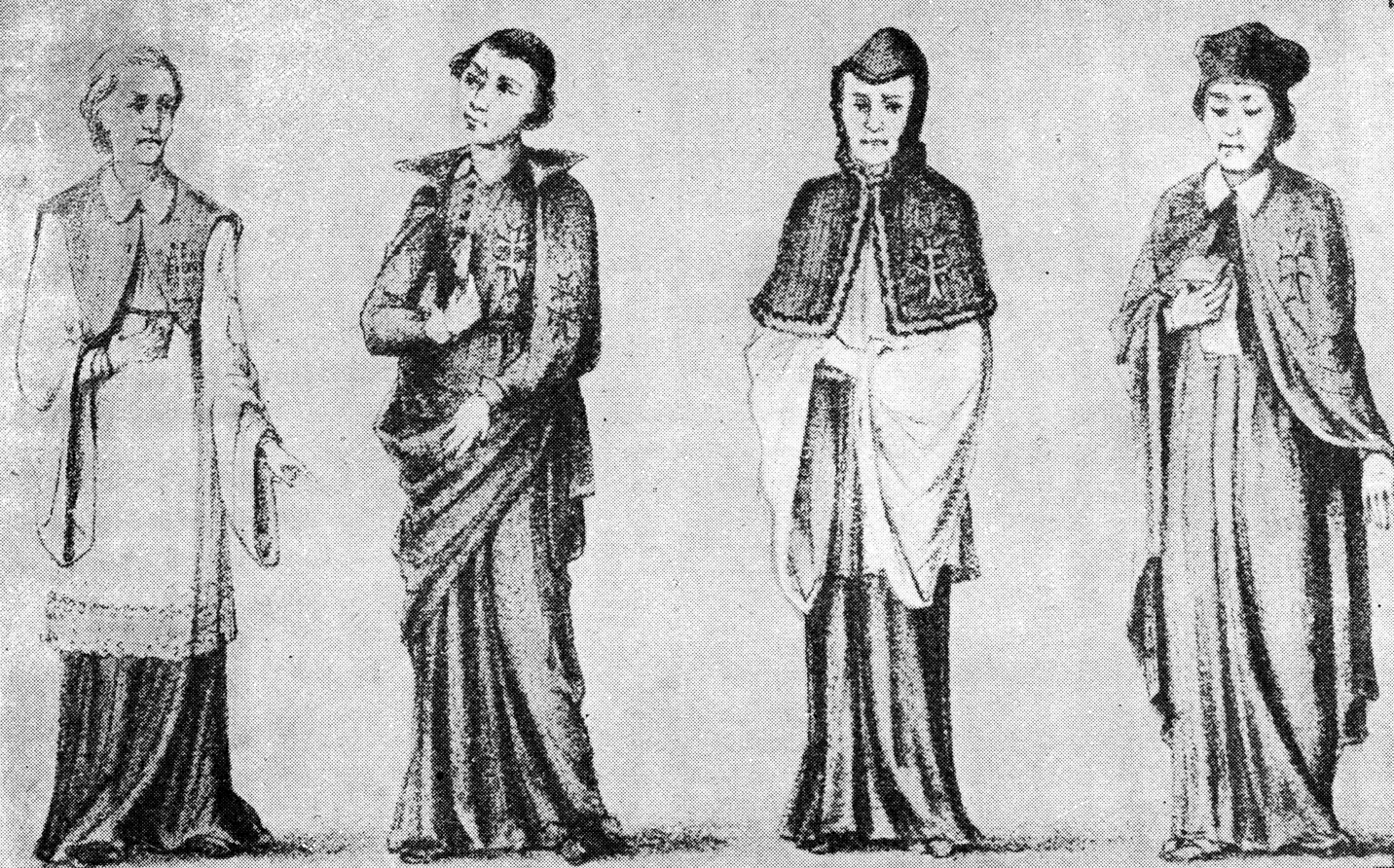
Costumes des Frères hospitaliers du Saint-Esprit au XIIIe siècle.
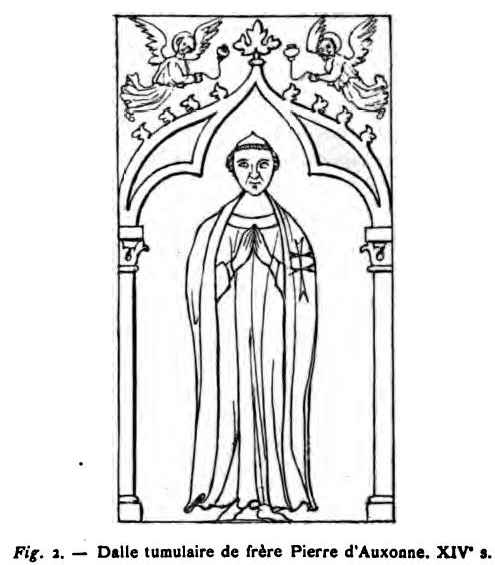
Pierre tombale de Frère Pierre d'Auxonne. XIVe siècle.
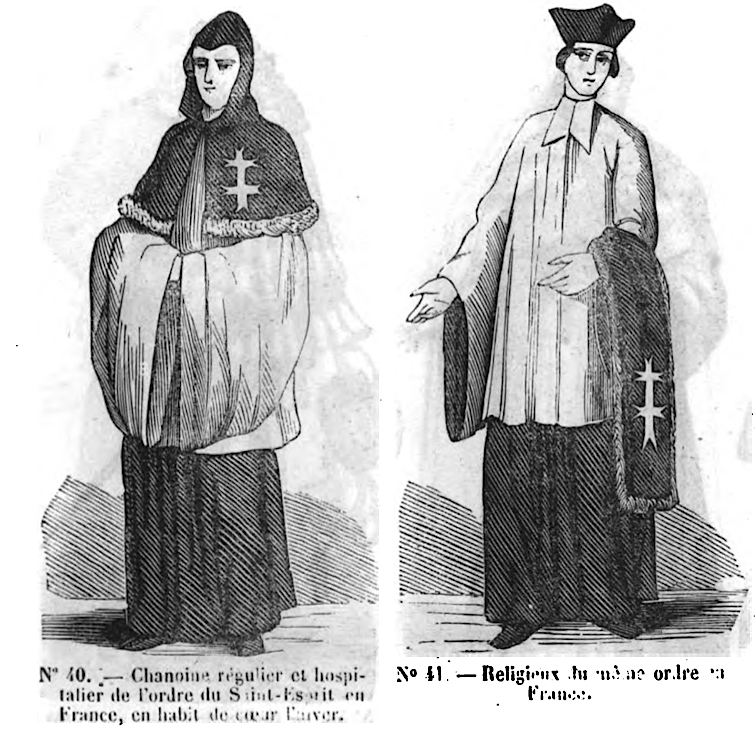
Religieux du Saint-Esprit au XVIIIe siècle.
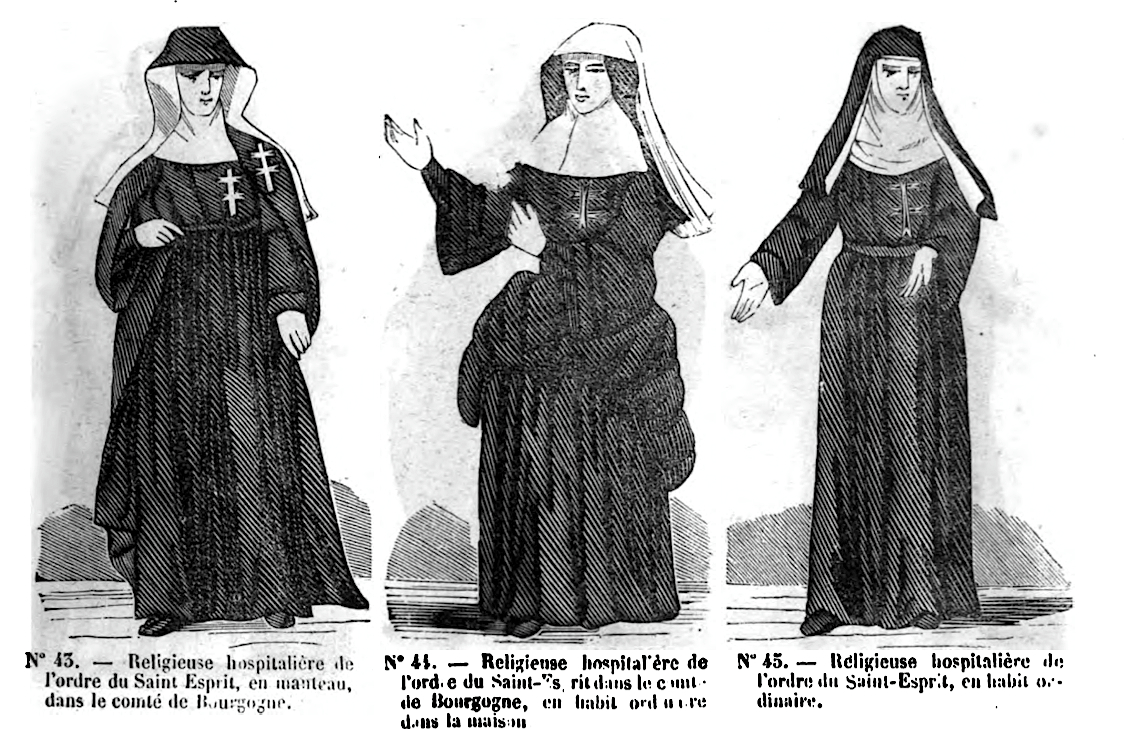
Religieuses du Saint-Esprit au XVIIIe siècle.
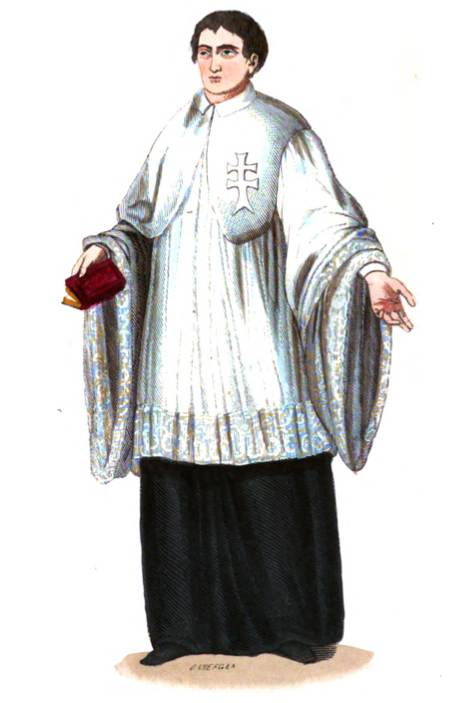
Frère hospitalier du Saint-Esprit en habit de chœur.
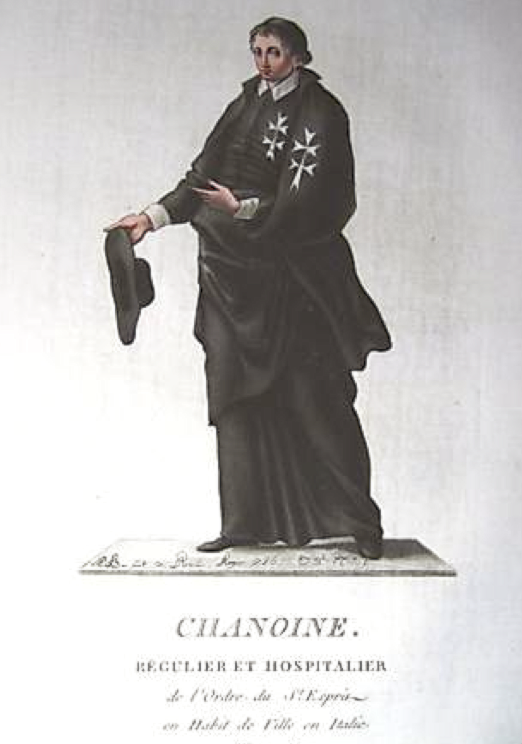
Chanoine du Saint-Esprit en 1786 en Italie.
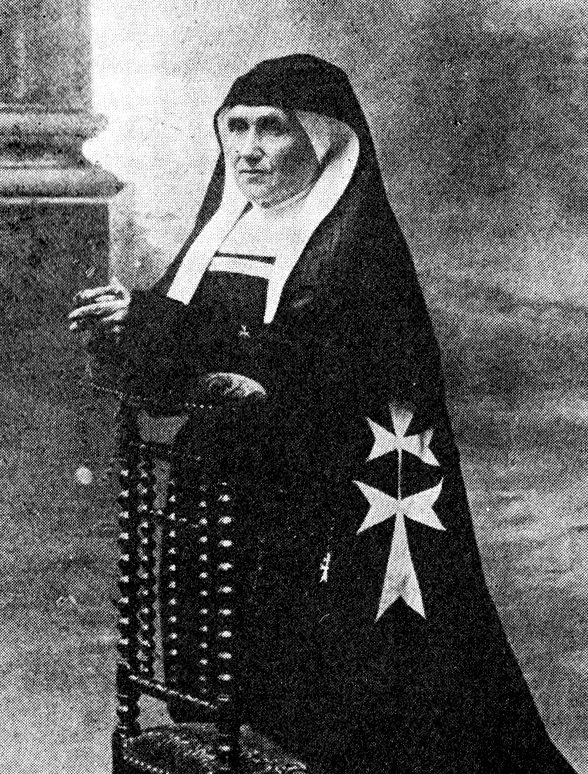
Sœur de l'ordre des Hospitaliers du Saint-Esprit en costume de chœur vers 1940.

## Reconnaissance par les papes et les rois de France
Au sujet de l'Ordre, Innocent III déclara en 1198 « l'hôpital du Saint-Esprit […] brille, entre les autres hôpitaux nouvellement institués, par l'éclat de la religion autant que par l'exercice d'une immense charité […] les frères de cette maison seraient plus justement nommés les serviteurs que les hôtes des indigents, et les seuls véritables indigents, parmi les pauvres de l'hôpital, sont ceux qui administrent aux pauvres les secours de la charité ».
L'ordre est confirmé en 1204 par une bulle du pape Innocent III. En 1217, les hôpitaux de Montpellier et de Rome sont séparés par une autre bulle d'Honoré III. Grégoire XI, par une bulle de 1372, reconnut la maison de Montpellier pour la maison générale de l'Ordre avec la règle de saint Augustin. En  1446, le pape Eugène IV, par sa bulle, assimile les religieux du Saint-Esprit aux chanoines réguliers de Saint-Augustin.
Il y a des lettres patentes des rois Henri II de 1553, Charles IX de 1562, Henri IV de 1608 et 1609, Louis XIII de 1610, 1612 et 1618, de Louis XIV données à Paris le 9 septembre 1647 et à Dunkerque en 1671 enregistrées au Grand Conseil à Paris, le 18 juin de la même année, pour la direction des hôpitaux, maladreries et lieux pieux de cet ordre et milice du Saint-Esprit.

## Les commanderies
Il n'y eut au début de l'ordre que la commanderie de Montpellier, puis celle de Rome, puis plus d'une trentaine en France au XVe siècle à l'apogée de l'ordre.
Chacune de ces commanderies était une maison magistrale (ou commanderie magistrale) dirigée par un commandeur dont dépendaient plusieurs plus petites maisons de l'ordre. Certaines maisons composées de plusieurs membres dépendaient tout de même d'une commanderie.
Les vingt principales commanderies de France furent :
- Auray, la plus importante à la tête de vingt-neuf hôpitaux, dont quatre avaient, elles aussi, de nombreuses dépendances : au total, cinquante maisons relevant de son autorité (bien que située en Bretagne, Auray avait des maisons jusqu'en Bourgogne et en Provence : ses possessions étaient trop disséminées et elles se rendirent rapidement indépendantes) ;
- Besançon : trente-quatre dépendances et un certain nombre de maladreries. Plus heureuse que la maison d'Auray, elle sut faire respecter son autorité jusqu'à la fin; le commandeur de Besançon jouit à peu près invariablement de la charge de vicaire et visiteur général des pays ultramontains, honneur qui marque sa situation prépondérante ;
- la commanderie de Steffansfeld en Alsace, qui avait en France la plupart de ses dépendances, au nombre de vingt ;
- Angers : dix-huit maisons ;
- Saulx : neuf, dont quatre hôpitaux et cinq maladreries ;
- Dijon : huit dont la principale, Angers, se détacha plus tard pour former « une province à elle seule[41] » ;
- Montpellier fut éclipsé de très bonne heure par Auray et Besançon: sept maisons seulement demeurèrent sous sa juridiction immédiate ;
- Marseille et Aix-en-Provence : sept maisons chacune ;
- Agen, Bordeaux, Aix[Laquelle ?], Montauban, Nîmes, Toulouse, Fréjus et Toulon : quatre maisons chacune ;
- Clermont, Angoulême, Draguignan, Confolens, et d'autres encore : deux maisons chacune.

Aux XIVe et XVe siècles, il y avait plus de trente commandeurs en France, dont une petite minorité n'étaient que recteurs de maisons non magistrales.

## DuXIIeauXVIesiècle

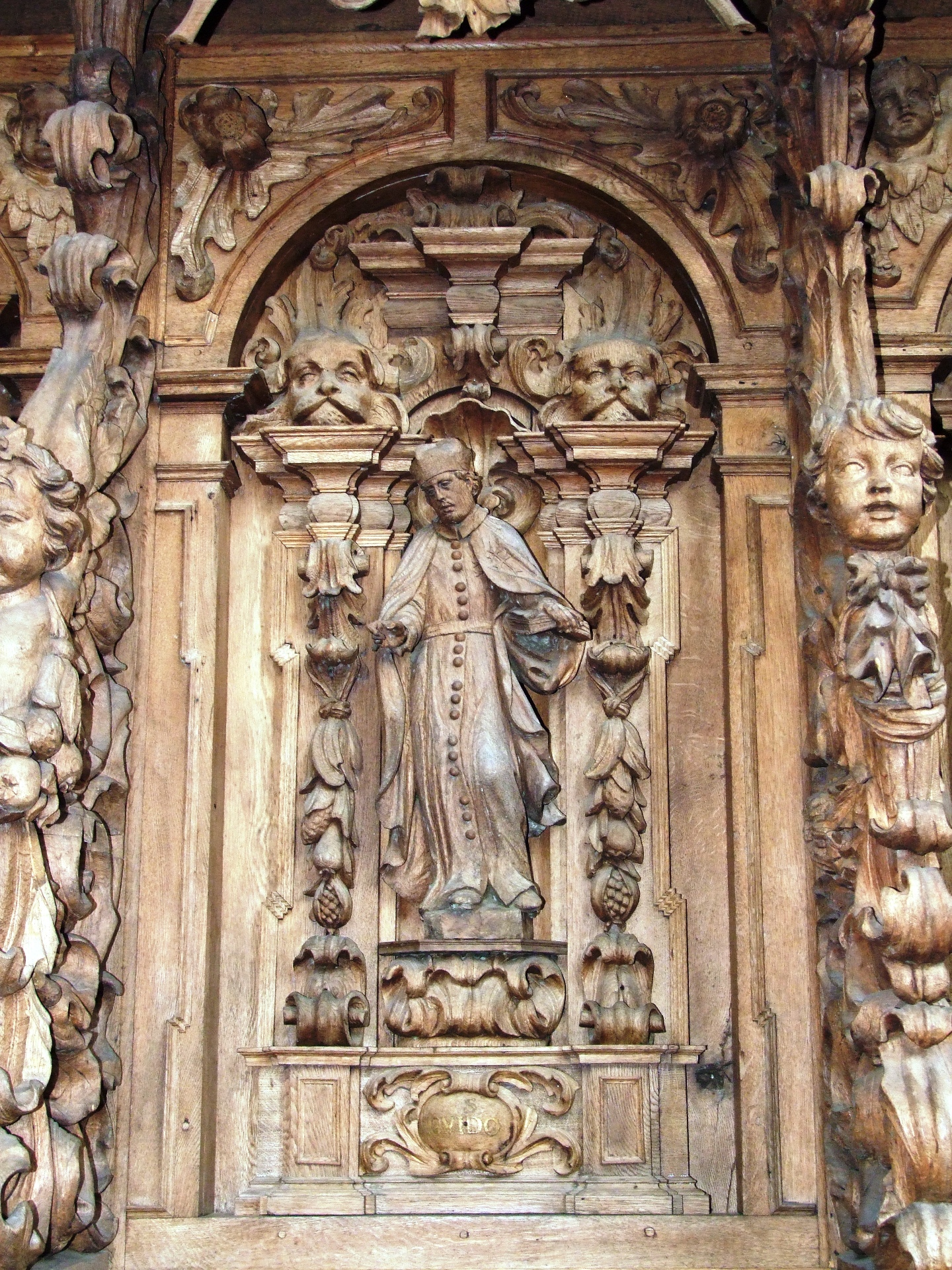
Guy de Montpellier sur des stalles du chœur de l'église conventuelle de l'ancienne chartreuse de Buxheim.

À la fin du XIIe siècle, Guy construisit donc le premier hôpital de Montpellier.
En 1203, le comte de Champagne instaurait l'Hôpital du Saint-Esprit de Troyes et, en 1204, le duc de Bourgogne, Eudes III fit venir des Frères et créa un hôpital à Dijon.
Puis le Pape Innocent III fait construire en 1204 à Rome l'hôpital du Saint-Esprit et en confie la direction à Guy de Montpellier, après avoir reconnu son ordre en 1198.
L'exemple donné par le Pape fut imité dans toute l'Europe. À la fin du XIIIe siècle, on comptera une centaine de filiales de l'Ordre en Italie, ainsi que de nombreuses autres principalement en France (spécialement en Bourgogne et en Franche-Comté) mais aussi en Belgique, Suisse, Allemagne, Pologne, Angleterre, Irlande, Espagne, etc..
L'arrière-petit-fils de Guy, Jacques Ier, roi d'Aragon, seigneur de Montpellier (1208-1276) s'étant servi de ces chevaliers pour reconquérir la Murcie leur fit bâtir plusieurs maisons dans ses états en 1265.
Au XVe siècle, l'ordre compte plus d’un millier d’hôpitaux, dont 400 en France. Pour certains ce n’était plus devenu qu’un patronage[réf. nécessaire].

## DuXVIeauXIXesiècle

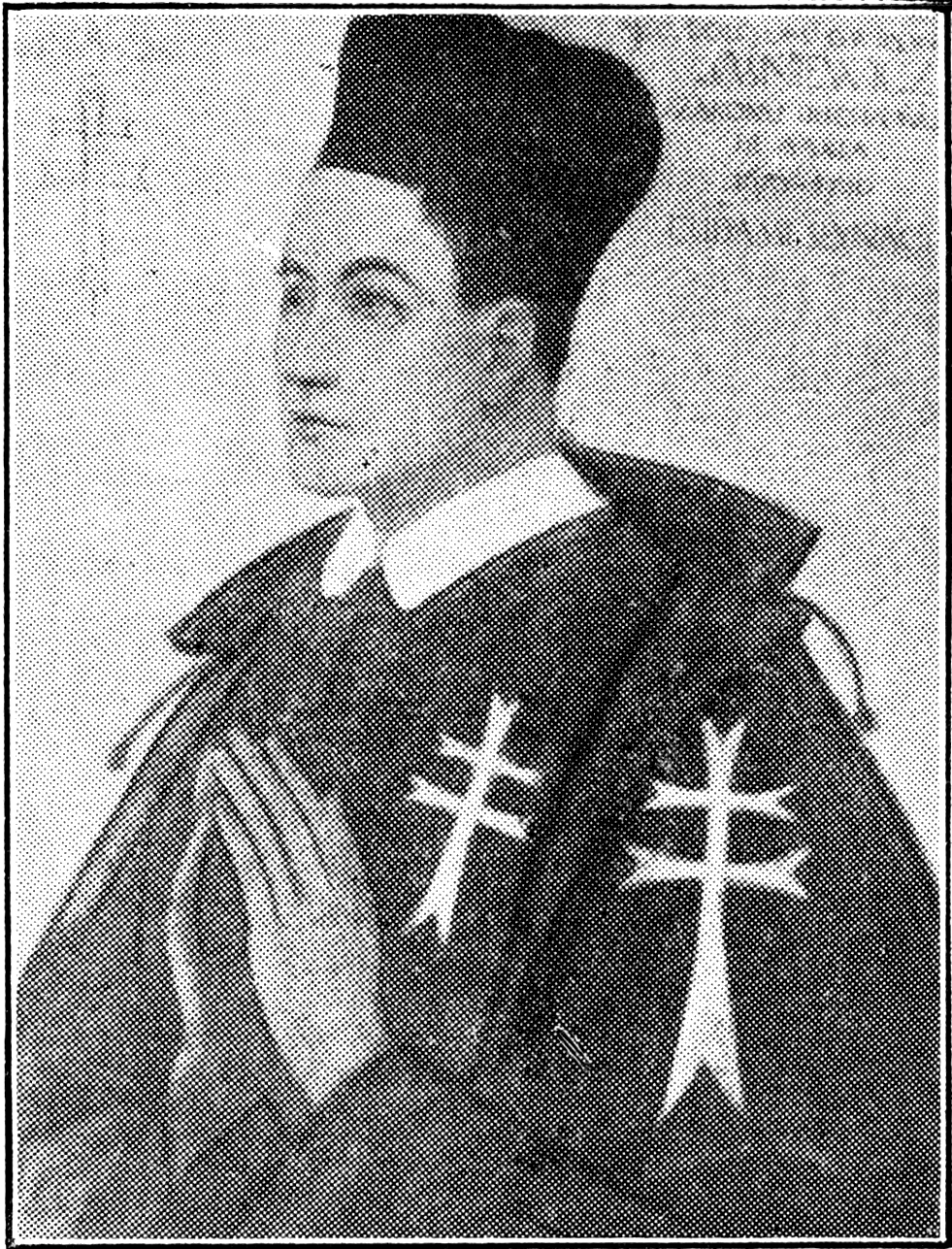
Le père Bolesdas Guido entré dans l'ordre à Rome (1675-1710).

Au XVIe siècle, l'ordre est décimé lors des guerres de Religion. Puis il renait au XVIIe siècle, à Gray, Neufchâteau, Poligny, etc., mais son homonymie avec le plus prestigieux ordre de la monarchie, l'Ordre du Saint-Esprit créé en 1578 par le roi Henri III, fut une source de convoitise et de conflits. Plusieurs laïcs se proclamèrent indument maîtres de l'ordre, se querellant entre eux, créant de nombreux chevaliers dans le désordre et affrontant les religieux de l'ordre. Les rois de France cherchèrent à faire cesser cette situation allant jusqu'à anéantir l'ordre au mépris des religieux, qui finiront par s'allier parfois aux laïcs pour mieux se défendre. 
En 1700, Louis XIV trancha en faveur des religieux et interdit aux laïcs de prendre des qualités de chevaliers, officiers, etc. Ces chaos dureront tout le XVIIe siècle et entraineront la ruine partielle de l'ordre.

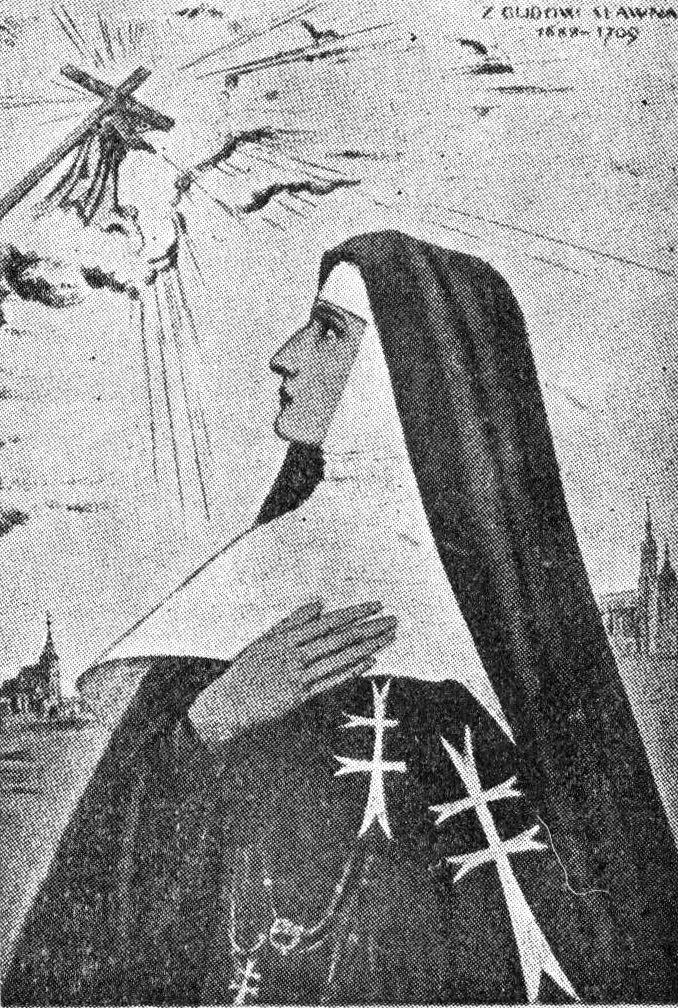
La sœur hospitalière polonaise Nimpha à laquelle furent attribués plusieurs miracles (1688-1709).

En 1619, le pape Paul V scinda en deux la grande maîtrise de l'Ordre, une à Rome (depuis le XIIIe siècle) et l'autre en France. Dès la création de cette nouvelle branche française, plusieurs groupes de laïcs ne cessèrent de s'affronter. Il y en eut jusqu'à cinq à la fois, « des personnes qui n'avaient aucun droit légitime, sous prétexte des titres de vicaire général, de chancelier, de vice-chancelier et même de vicaire généralissime, qu'ils s'attribuaient, créaient de nouveaux chevaliers ». Les procès innombrables qui opposèrent ces groupes, notamment sur les choix des grands maîtres, durèrent près d'un siècle.
De plus, Louvois, alors grand maître de l'Ordre de Saint-Lazare, obtint du roi de France, en 1672, un édit lui permettant de réunir à son ordre les biens d'autres ordres hospitaliers et militaires comme ceux de l'ordre du Saint-Esprit. Cette réunion devait permettre de servir les pensions des officiers des armées royales. Le roi disposait ainsi de biens qui appartenaient en fait au Saint-Siège. Mais se dessina dans l'ordre du Saint-Esprit une résistance vigoureuse et opiniâtre, notamment de la part des chevaliers qui protestèrent vigoureusement. « Au bout de vingt ans, et malgré plus de 3 000 arrêts rendus en faveur de l'ordre de Saint-Lazare, la prise de possession était encore peu avancée ». Par son nouvel édit de 1693, Louis XIV révoqua son édit de 1672 et l'Ordre du Saint-Esprit fut rétabli dans toutes ses prérogatives et se fit rendre ses biens annexés par l'ordre de Saint-Lazare. 
Le 1er août 1693, Louis XIV nomma grand maître de l'Ordre, l'abbé Pierre-Henri de Montmorency-Luxembourg (connu sous le nom d'abbé de Luxembourg, abbé commendataire des abbayes d'Orcamp et de Saint-Michel. Un nouvel arrêt du roi, de 1700, rendit l'ordre purement religieux, soumis à une règle, et destitua le grand maître l'abbé de Luxembourg.
Les membres restés fidèles au grand maître de Rome et les nombreux groupes rivaux trouvèrent un accord grâce au duc de Châtillon, Paul Sigismond de Montmorency, frère de l'abbé de Luxembourg, qui malgré son statut de laïque, demanda au roi la grande maîtrise de l'ordre en 1707. Sa demande fut accueillie par tous, et notamment par les religieux « qui consentaient que cet ordre fût, comme il avait été dans son institution, composé de religieux de deux sortes de conditions, les uns laïques pour l'administration du temporel […] et les autres, clercs, pour l'administration du spirituel ». Frère Dupont, le représentant des religieux réguliers, accepta « que l'Ordre fut mixte, c'est-à-dire composé de chevaliers et de réguliers, qui auraient à leur tète un grand maître séculier, assisté d'un grand prieur ecclésiastique, nommé par les religieux et confirmé par le pape ». Mais en 1708, Louis XIV prononça malgré tout un énième arrêt, définitif celui-ci, qui assura la conservation des derniers hôpitaux du Saint-Esprit, mais rendit l'ordre purement religieux et soumis à un grand maître régulier. Le cardinal de Polignac reçut son brevet de grand maître le 3 novembre 1716, mais seulement en 1733 par le pape du fait de l'opposition du cardinal Doria, grand maître de l'ordre à Rome.

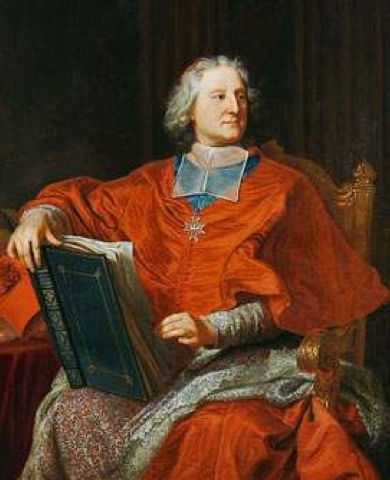
Le cardinal de Polignac, grand maître de la branche française de l'ordre sous Louis XIV et Louis XV.

À la mort du cardinal de Polignac, l'abbé Pépin du Montet intrigue pour être l'administrateur général de la branche française de l'Ordre dans le même temps où le roi de France était proclamé protecteur de l'Ordre. Cherchant à faire disparaitre l'ordre, il inséra une clause spéciale, « la défense absolue de recevoir des novices, le meilleur moyen de faire s'éteindre l'ordre à brève échéance. Pépin du Montet dénia encore à l'ordre la qualité de régulier (soumis à une Règle) pour le déclarer comme au siècle précédent, noble et militaire ».
Le recteur de Dijon tenta un dernier effort et implora l'intervention de Benoit XIV, par l'intermédiaire du grand maître romain. Le pape connaissait la situation misérable faite à l'Ordre ; il recommanda à son nonce de tout faire pour obtenir que l'interdiction de recevoir des novices fut levée. Malheureusement, c'était en 1750, dans le moment où l'assemblée du clergé était aux prises avec la cour au sujet de la déclaration du clergé ; le nonce jugea que toutes ses remontrances seraient inutiles : il se tut.

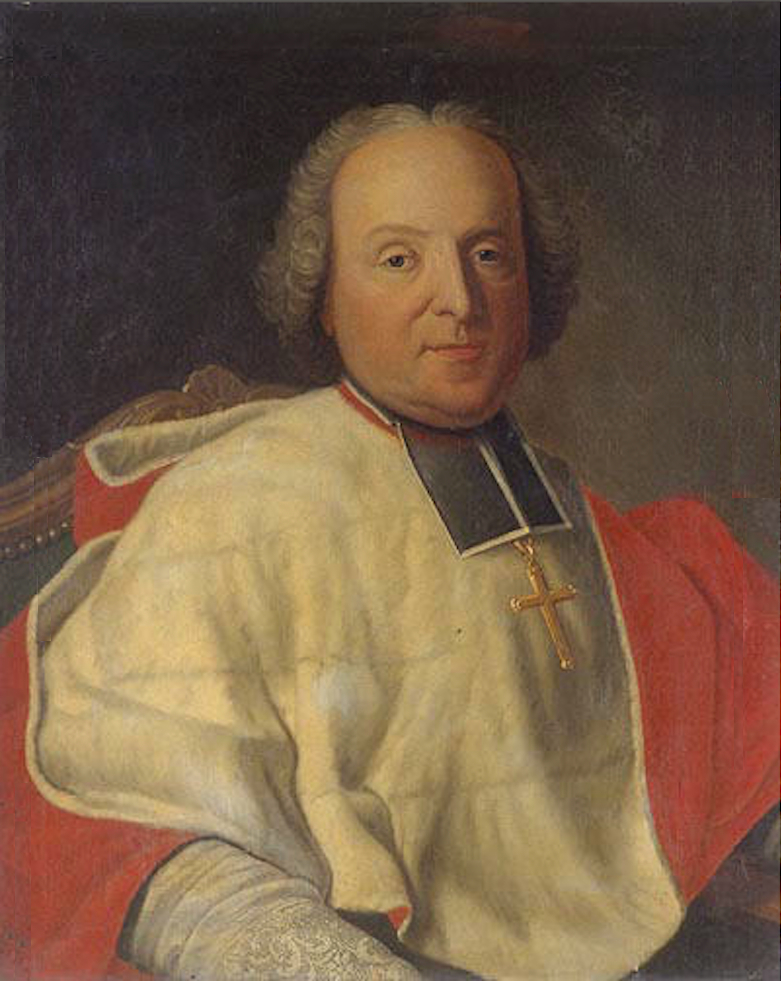
Le cardinal de Choiseul, protecteur des sœurs de l'ordre du Saint-Esprit sous Louis XV.

L'ordre est supprimé en France en 1776 par Mgr de Malide, au nom de Pie VI et de Louis XVI. Le dernier religieux de l'ordre, le commandeur Nicolas Bardenet, meurt en 1780. « Ainsi finit en France […] cet ordre si longtemps illustré par sa splendeur et surtout par ses bienfaits ». Cependant l'ordre ne périt pas tout entier et les hôpitaux de Lorraine et de Franche-Comté continuèrent leurs activités bienfaisantes.
De leur côté, les sœurs du Saint-Esprit, demeurées seules, continuèrent leur mission de charité, qu'auparavant elles partageaient avec leurs frères. Dans l'impossibilité de se rattacher au grand maître romain, elles prirent le parti de rentrer dans le droit commun, en se plaçant sous la sauvegarde et la juridiction de leurs évêques diocésains à l'exemple des religieuses de Poligny. Elles furent suivies par celles de Gray, en 1771, et de Besançon, l'année suivante, lors de la retraite du dernier commandeur. Cinq ans plus tard, l'évêque de Toul reçut celles de Neufchâteau et de Vaucouleurs.

## Aujourd'hui
La branche religieuse masculine de l'ordre existe encore de nos jours en Pologne.
La branche féminine existe aujourd'hui en Pologne (fondée en 1221 par l'évêque de Cracovie et restaurée en 1851) qui compte environ 230 religieuses, ainsi qu'en Espagne. Des laïcs sont toujours réunis au sein de la confrérie de l'Arche du Saint-Esprit.
En revanche, en France, la branche masculine de l'ordre s'est éteinte définitivement à la fin du XVIIIe ; elle continua un temps en Italie jusqu'au jour où Pie IX l'abolit en 1846.
Quant à la branche féminine française, elle existe encore dans le diocèse de Saint-Dié avec les Religieuses hospitalières du Saint-Esprit de Rouceux, implantées à Neufchâteau et à Ville-sur-Illon. L'autre branche subsistante, les Religieuses du Saint-Esprit de Poligny, ont fusionné en 2003 avec les Filles du Saint-Esprit.

## La règle de l'ordre
La règle de l'ordre du Saint-Esprit a été conservée dans un manuscrit qui existe encore aujourd'hui. Ce manuscrit est orné de lettres enluminées et de superbes miniatures représentant les frères et les sœurs de l'Ordre dans l'exercice de leurs fonctions; ses caractères paléographiques le font remonter au XIIIe siècle.
La règle débute par la promulgation des deux cardinaux délégués par le pape Innocent III. Vient ensuite le texte même, dont chaque article est suivi d'un commentaire assez développé, dans le goût des écrivains mystiques du Moyen Âge. Ces commentaires sont écrits dans le même style pieux, mais naïf et quelque peu inexpérimenté, qui caractérise la règle proprement dite; ils ont pour auteur, sans aucun doute, comme celle-ci, Guy de Montpellier lui-même (Une règle fut réimprimée en 1564 sans les commentaires).
En tête de la règle, comme pour la résumer et lui servir d'introduction naturelle, le fondateur avait inscrit un long passage de l’Évangile selon saint Matthieu : « J'ai eu faim, dit Jésus, et vous m'avez donné à manger; j'ai eu soif, et vous m'avez donné à boire; j'étais sans asile, et vous m'avez accueilli; j'étais nu, et vous m'avez vêtu; malade, et vous m'avez visité; prisonnier, et vous êtes venu à moi ». Et comme on demande à Jésus à quel moment on l'a vu dans un si complet dénuement, il répond : « En vérité, je vous le dis, ce que vous avez fait au plus petit et au plus délaissé de vos frères, c'est à moi que vous l'avez fait ».
« Le but de Guy est de reproduire, autant que le permet l'infirmité humaine, le divin idéal de la charité, proposé par Jésus-Christ. Aussi ne s'arrête-t-il pas à une œuvre en particulier, ainsi que l'ont fait les autres fondateurs. Les ordres hospitaliers qui avaient surgi depuis le commencement du XIIe siècle (…) avaient eux-mêmes une mission de bienfaisance restreinte, et ne s'adressaient pas à tous les déshérités de la vie ». Le but de Guy, qui a un caractère d'universalité, est le soulagement de toutes les misères rencontrées dans le monde.

## La hiérarchie de l'ordre
Les principales fonctions et qualités des dirigeants de l'ordre étaient les suivantes :
- le cardinal protecteur : la création de ce poste fut décidée par le pape afin de rendre la protection pontificale spéciale encore plus concrète ;
- le grand maître : chef de l'ordre entier. Le grand maître avait à la cour pontificale le droit de préséance sur tous les généraux d'ordre, et il exerçait ce droit en siégeant à leur tête immédiatement après les abbés, dans les conciles et les cérémonies pontificales[57]. De nombreuses réclamations s'élevèrent contre un droit qui paraissait exorbitant, chez un religieux qui n'était pas nécessairement prêtre; mais toujours les papes donnèrent raison au grand maître, en maintenant ses privilèges[58] ;
- le vicaire général : le grand maître avait des absences fréquentes et prolongées ; il lui fallait donc à Rome un suppléant, le Vicaire Général du grand maître ;
- les visiteurs généraux : ils inspectaient les maisons, se faisaient rendre un compte exact des revenus et des dépenses, veillaient à ce que la chapelle et ses ornements fussent toujours décents et dignes; visitaient les salles des malades, recevaient les plaintes des frères contre les prieurs et avaient pleine autorité pour corriger et amender tout ce qu'il trouvait en opposition avec la règle ;
- les procureurs généraux : fonction qui n'a pas subsisté longtemps ;
- les chapitres : les assemblées capitulaires des frères, ou chapitres étaient le lien qui unissait entre eux les membres des maisons, des provinces et de l'ordre entier. L'Archihôpital romain avait, lui aussi, de même que les maisons magistrales, son assemblée annuelle à la Pentecôte ;
- les commandeurs : apparu au XIIe , puis plus largement au XIVe siècle avec la forte expansion de l'ordre, le titre de commandeur était réservé aux dirigeants de chacune des maisons magistrales: commanderies magistrales[38]. D'eux dépendaient plusieurs maisons moindres de l'ordre. Même certaines maisons composées de plusieurs membres dépendaient d'une commanderie[39]. Aux XIVe et XVe siècles, les commanderies en France étaient une vingtaine;  les commandeurs étaient plus de 30 en France car certains n'étaient pourtant recteurs que de maisons non magistrales[38]. La commanderie la plus importante fut Auray, avec 50 maisons relevant de son autorité, et les plus petites furent Clermont, Angoulême, Draguignan, etc. : 2 maisons chacune ;
- les recteurs : chacune des maisons de l'Ordre avait à sa tête un frère appelé Recteur (ou parfois Maître ou Précepteur) ;
- les prieurs : au prieur revenait l'indépendance spirituelle des maisons. Il partageait en quelque sorte le premier rang avec le Recteur car il présidait toutes les cérémonies religieuses ;
- les camériers : le camérier avait une des trois clefs du coffre qui contenait les revenus. Ce trésor était placé dans le dortoir commun; le recteur et le chapitre, qui détenaient les deux autres clefs, lui remettaient à certains intervalles les sommes nécessaires aux dépenses courantes ;
- les cellériers : le cellérier était chargé exclusivement de l'office. Les approvisionnements et le service de la table des malades, des hôtes, des pauvres et de tout le personnel, étaient de son ressort.

## Le grand maître
Le chef de l'Ordre était qualifié de grand maître ou général.
Guy de Montpellier fut le premier grand maître de l'Ordre et des hôpitaux de Rome et de Montpellier.
Cette grande maitrise commune fut rompue en 1217 par le pape Honorius III puis les deux branches distinctes ainsi créées furent de nouveau réunies, sur l'instance des frères de Rome, par le pape Grégoire IX, par sa bulle du 15 mai 1228. Grégoire X alla plus loin et subordonna le maître de l'hôpital de Montpellier à celui de Rome.
Le grand maître, qui n'était pas nécessairement un ecclésiastique, était élu par la Communauté de l'hôpital de Sainte Marie de Saxia à Rome même si, pendant les deux premiers siècles d'existence de l'ordre, ce fut souvent un simple frère. Le grand maître vivait au milieu de ses frères. « Il était tenu de prendre ses repas à la table des frères, à moins que quelque nécessité ne justifiât son absence. Il était soumis au silence monastique et avait son lit au dortoir commun des frères ». Parmi ces grands maîtres on peut compter bon nombre d'archevêques et d'évêques, plusieurs légats, douze cardinaux et un pape, Paul II.
Alexandre Neroni, qui était commandeur général de l'Ordre à Rome en 1515 fut le premier à qui le pape accorda l'habit violet avec la mosette et le mantelet, à la manière des prélats de Rome, et qu'ils porteront toujours par la suite.
À compter de 1619, plusieurs Français, religieux et laïques, se disputèrent la grande maîtrise de la branche française jusqu'à ce que Louis XIV, en 1708, rendit cette branche purement religieuse et soumis à un grand maître régulier, le cardinal de Polignac.
En revanche, à Rome, du XVIIe au XIXe siècle, le grand maître de la branche italienne fut toujours un religieux.

## La croix de l'ordre
La marque de l'Ordre est une double croix blanche échancrée et patriarcale. Cette croix des Hospitaliers du Saint-Esprit aurait été « montrée en révélation par un ange » au pape Innocent III.
« Les ordres militaires ou hospitaliers avaient tous pris comme signe distinctif, à l'exemple des croisés, une croix de forme et de couleur variées, cousue sur les habits. Guy de Montpellier adopta pour son ordre une croix blanche à double croisillon, dont les extrémités étaient élargies en forme de croix pattée à branches évasées ». Cette croix blanche à double traverse était portée par tous les religieux sur le côté gauche de leur manteau noir et de leur robe blème (bleu très pâle).
Au moment où il prononçait ses vœux, le nouveau profès recevait le manteau noir des mains du recteur, qui lui disait, en lui montrant la croix : « Que par ce signe s'éloigne de vous tout mal, et que le Christ vous conduise au royaume éternel ».
La règle de l'ordre précise aussi « que les frères portent le signe de la croix sur leurs capes et leurs manteaux, afin que par ce signe Dieu nous garde dans nos actions, nous maintienne dans l'obéissance et défende nos âmes et nos corps contre la puissance du démon, dans cette vie et dans l'autre ».
En 1596, Melchior de la Vallée interprète « cette double croix à douze pointes […] n'était point un simple motif de décoration ; c'était un emblème d'un symbolisme assez compliqué. Les trois bâtons réunis en une seule croix figuraient, pour les uns, le mystère de la Sainte Trinité, tandis que les douze pointes rappelaient le nombre des Apôtres. Certains y voyaient l'association de la croix du Sauveur et de celle, que tout chrétien doit porter dans son âme. Pour d'autres enfin, c'était une allusion au double fardeau que s'imposaient les membres de l'ordre, en travaillant à la fois à leur propre salut et à celui de leurs semblables ».

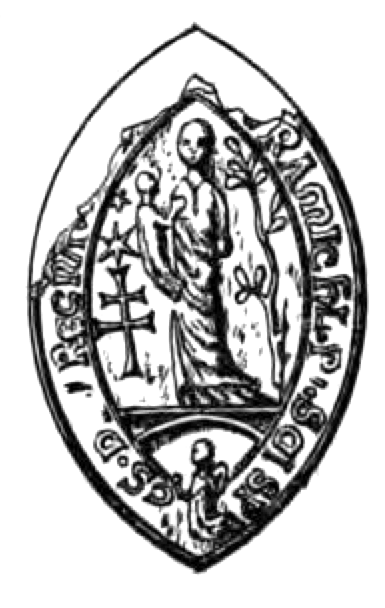
XIIIe siècle : sceau de frère Jean II, 10e grand maître (avant 1290). Coll. Séguier. Musée de Nîmes.
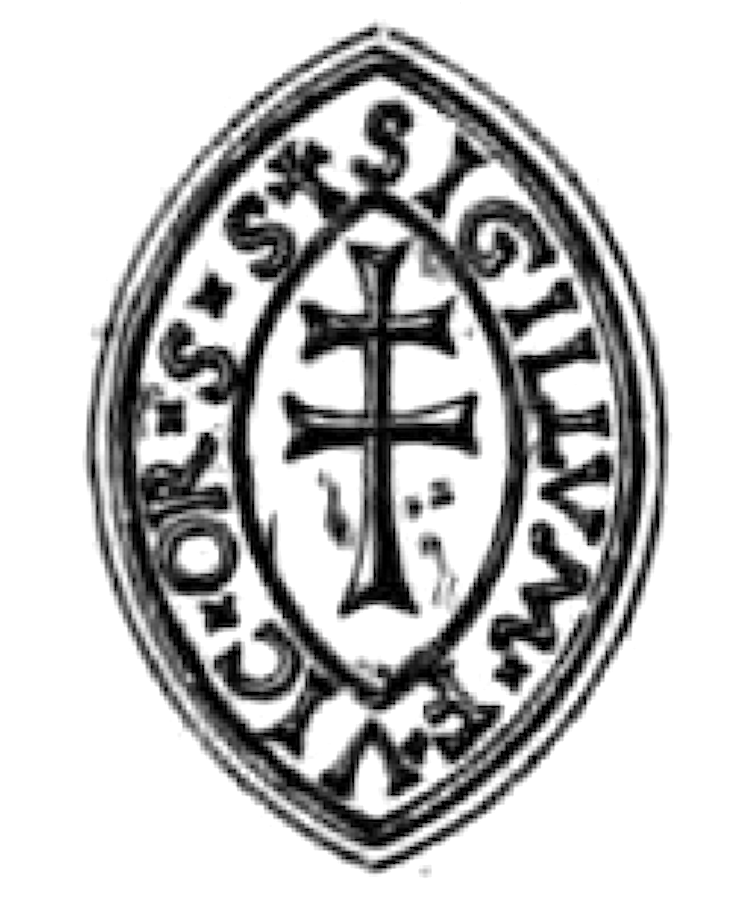
XVIe siècle : sceau d'un vicaire général de l'Ordre ; croix de l'Ordre pattée. Coll. Séguier, no 31. Matrice.
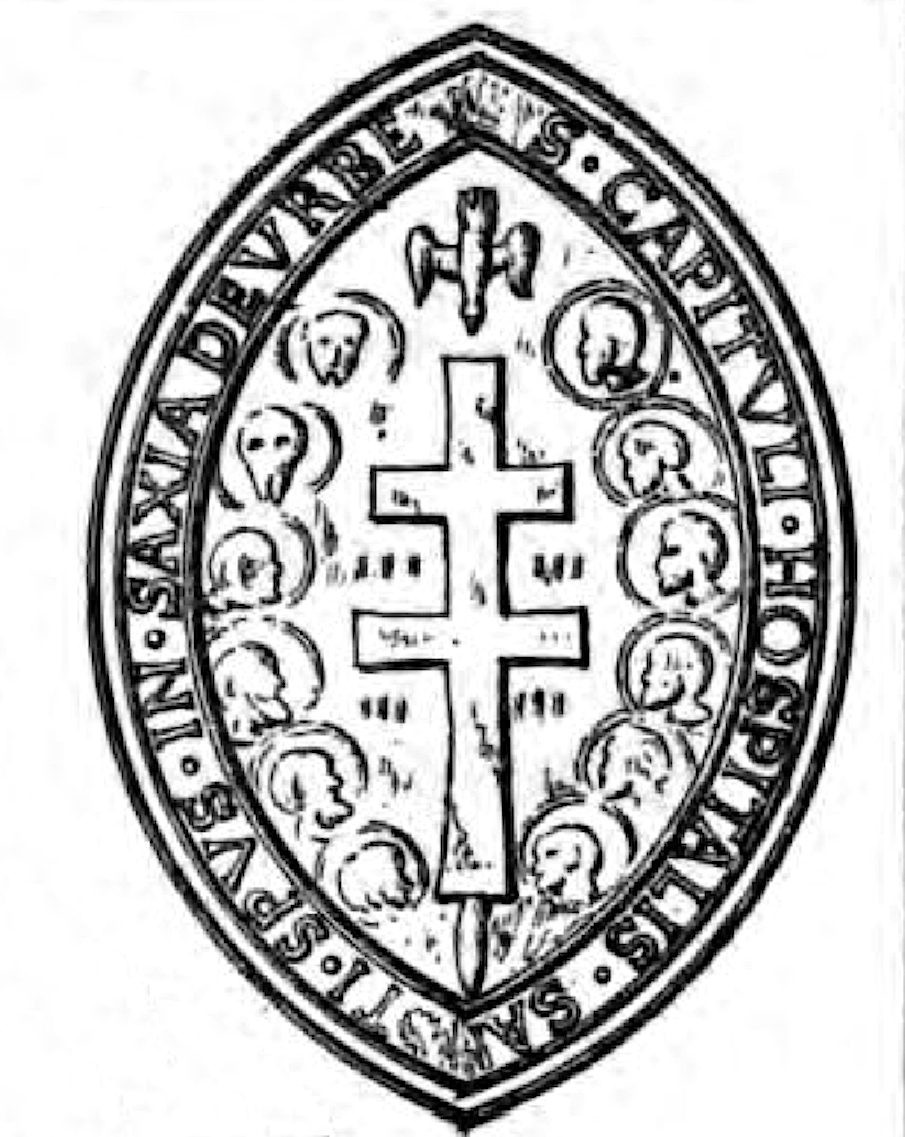
XVIe siècle: sceau du chapitre de l'hôpital de Rome ; croix double à branches presque droites. Arch. Hop. de Besançon.
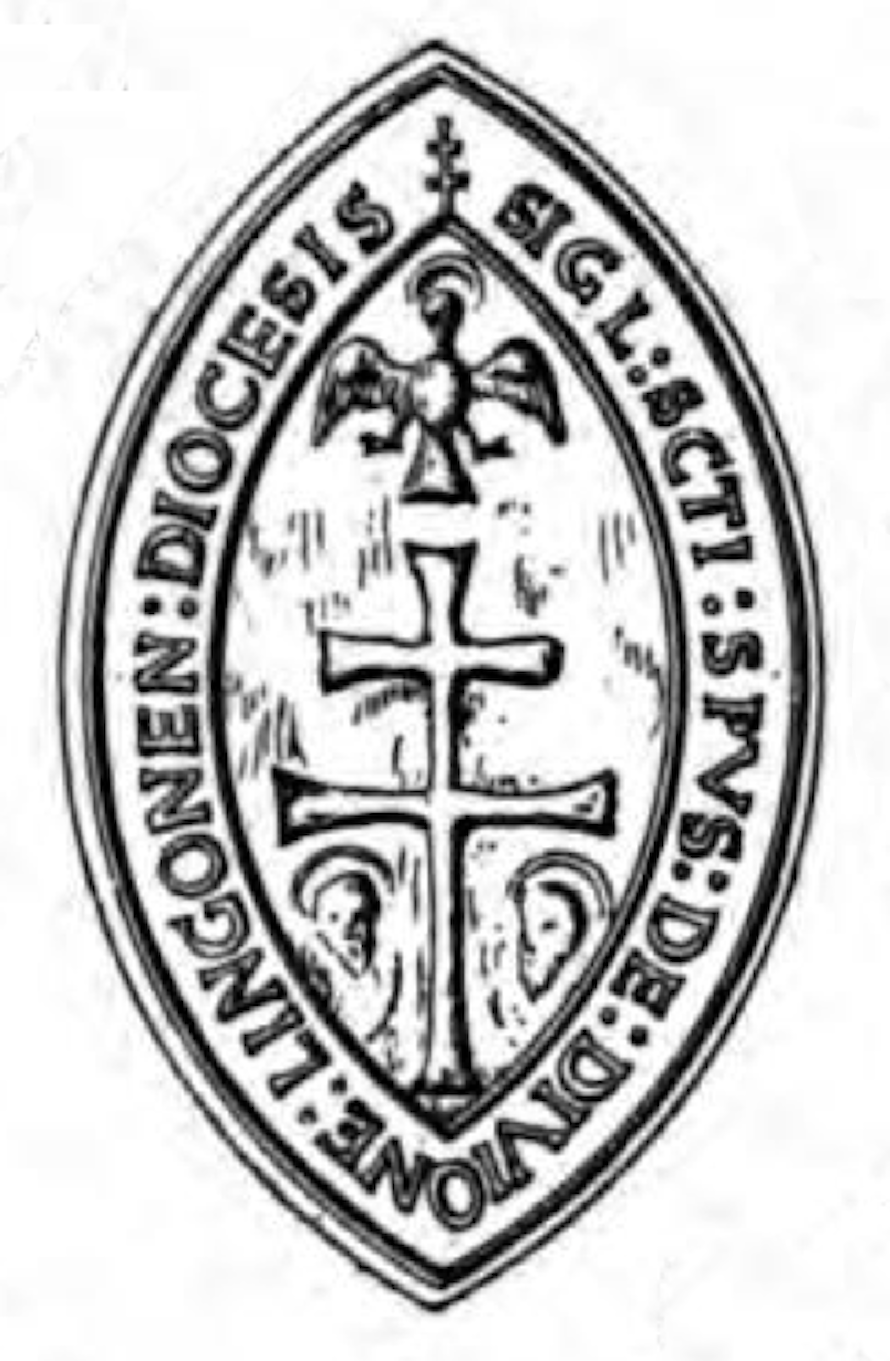
XVIe siècle : Dijon ; la croix de l'Ordre est accostée en pointe des têtes de St Pierre et de St Paul, avec un Saint-Esprit nimbé en chef.
France, XVIIIe siècle : variante de la croix des Frères hospitaliers du Saint-Esprit.

## Armoiries
À la création de l'ordre les armes sont : d'azur à une double croix pattée d'argent.
Certains auteurs affirment que le champ d'azur aurait fait place, au XVe siècle, à un champ de sable et que c'est aussi dans le même temps que la croix aurait été surmontée d'un Saint-Esprit d'argent en champ d'or « sur une nuée d'azur ».
Or, on trouve sur le sceau de Rome, en 1290, la croix déjà surmontée d'un Saint-Esprit.
De plus, ce symbole manquait sur ceux de plusieurs autres maisons, dans les XVIe et XVIIe siècles.
Enfin, les maisons de Franche-Comté, mentionnées dans l'armorial de d'Hozier (1738-1786), avaient conservé le champ d'azur.

Blason au XIIe siècle.
Blason au XIIe au XVe siècle.
Blason avec le Saint-Esprit, du XIIe au XVe siècle.
Blason à partir du XVe siècle.
Variante du blason en France au XVIIe siècle.

## Vœux des religieux de l'Ordre
Outre les trois vœux de pauvreté, de chasteté et d'obéissance, communs à tous les ordres religieux, les frères et sœurs de l'ordre des hospitaliers du Saint-Esprit en faisaient un quatrième celui de servir perpétuellement les pauvres.

## Réception des nouveaux frères
Le texte de la Règle de l'ordre du XIIe siècle (l'exemplaire qui existe aujourd'hui semble dater d'environ 100 ans après la fondation de l'Ordre) précise en détail la cérémonie de réception des nouveaux frères.

### Noviciat
Pendant un an au moins, le postulant vivait soumis à la règle, partageant les occupations des frères, et s'exerçant au service des pauvres et des malades. Si, au bout de ce temps de probation et de noviciat, sa vocation paraissait bien assurée, on l'admettait à prononcer ses vœux. L'époque de l'assemblée générale étant arrivée, on lui faisait lecture de la règle et des constitutions dans leurs détails; cette lecture se terminait par ces paroles : « Voilà la loi sous laquelle vous voulez vivre ». Le novice, après avoir promis de l'observer, était reçu définitivement dans l'Ordre et admis à faire profession.

### à nos seigneurs les malades
Voici la formule de ses vœux :
« Moi, N., je m'offre et me donne à Dieu, à la Bienheureuse Marie, au Saint-Esprit et à nos seigneurs les malades, pour être leur serviteur tous les jours de ma vie. Je promets, avec le secours de Dieu, de garder la chasteté, de vivre sans bien propre ».
Puis s'adressant au recteur :
« Je promets de garder l'obéissance à vous et à vos successeurs, et de garder fidèlement les biens des pauvres. Que Dieu et ces saints Evangiles me soient en aide ».

### Admission
Il se levait alors et s'avançait vers l'autel, ayant dans les mains le Livre des Évangiles, sur lesquels il venait de prononcer ses vœux, et le grand maître récitait la formule d'agrégation, « formule admirable, dans laquelle se révèle la tendresse du cœur de Guy ; car ce n'est pas seulement l'élu qui participe aux privilèges de l'Ordre; l'âme de son père et de sa mère est associée aux suffrages communs » :
« Suivant la promesse que vous venez de faire à Dieu, à la B. Marie, au Saint-Esprit et à nos seigneurs les malades, nous vous recevons dans notre ordre, et nous faisons participer l'âme de votre père et de votre mère aux mérites acquis par les messes, offices, jeûnes, prières, aumônes et autres bonnes-œuvres qui se font et se feront à perpétuité dans la maison du Saint-Esprit; daigne Dieu nous accorder la récompense que chacun de nous espère. La maison du Saint-Esprit prend l'engagement de vous donner le vivre et le vêtement ».
À ce moment le prieur ou le maître revêtaient le nouveau frère du manteau et de la croix, insigne de l'Ordre, en lui disant : « Que par ce signe de la croix, le Christ éloigne de vous les embûches de l'esprit du mal et vous introduise dans son royaume éternel ». Tous les frères se prosternaient alors et priaient pour l'élu. Le prieur ou un prêtre entonnait un psaume que tous chantaient, et cette cérémonie s'achevait par trois oraisons, où l'on appelait sur le nouveau profès toutes les grâces du S. Esprit.

## Sainte patronne
Guy de Montpellier prit pour patronne et protectrice sainte Marthe qui exerça l'hospitalité envers Jésus Christ.

## L'Ordre vu par des historiens
D'après Léon Gautier, la fondation de l'ordre du Saint-Esprit fut « l'un des plus grands événements de l'histoire du monde au Moyen Âge. C'est une admirable institution, dont l'histoire mériterait d'être écrite par une plume illustre » et pour Paul Brune « dans l'ordre du Saint-Esprit, on trouve la synthèse de toutes les institutions charitables du Moyen Âge, qui en eut un si grand nombre. Le caractère de l'œuvre de Guy de Montpellier est l'universalité de la charité : il a voulu que toutes les œuvres de miséricorde inspirées par l'Évangile fussent exercées dans ses maisons, qu'aucun besoin, aucune misère n'y restassent sans secours. L'ordre du Saint-Esprit résume donc le Moyen Âge charitable ».

## L'Association du Saint-Esprit
L'Association du Saint-Esprit a été créée en 2003 à la base du décret du métropolite de Gdańsk, en Pologne. La dévise de l'Association base sur la règle de la vie qui a été confirmée par l'archèvêque Slawoj Leszek Glodz en 2009. La Communauté religieuse se réfère à la spiritualité et à la charisme de la Congrégation du Saint-Esprit. En 2012, on a fondé le Séminaire Supérieur de l'Association du Saint-Esprit de Sainte-Croix à Cracovie. Le recteur du séminaire et le supérieur de la Communauté est le père Wieslaw Wisniewski.
Le 8 septembre 2018, les cinq premiers frères de l'Association du Saint-Esprit ont fait leurs voeux perpétuels au Sanctuaire de la Vierge Enceinte à Gdansk Matemblewo.
Le 18 mai 2018, les quatre diacres de l'Association du Saint-Esprit ont été ordonnés par l'évêque Zbigniew Zielinski à l'Archi-Cathédrale d'Oliwa, à Gdansk.

## Sources et références
1. 1 2 3  A. Montandon (2001), p. 185
2. ↑  J. Rouquette et A. Villemagne (1911-1914) p. 244
3. ↑  L. Guibert (1905) p. 56
4. 1 2  Paul Brune, p. 63 citant Mgr Paulignier, p. 31
5. 1 2  L'Art de vérifier les dates (1819) lire en ligne sur Gallica
6. ↑  W. Maigne (1861) p. 167
7. ↑  F. F. Steenackers, p. 137
8. ↑  H. Gourdon de Genouillac (1860) p. 150
9. ↑  A. Montandon (2001) p. 186
10. 1 2  A. Montandon (2001) p. 187
11. 1 2  G. Peignot (1838) p. 50-51.
12. ↑  A. Castan (1863) p. 10
13. ↑  F. Schoell, F. X. Zach  (1830)[réf. incomplète]
14. ↑  A. Montandon (201) p. 186
15. ↑  P. Hélyot, M. Bullot, M. L. Badiche, Touchou, J.-. Migne (1849) p. 212
16. ↑  P. Hélyot, M. Bullot, M. L. Badiche, Touchou, J.-. Migne (1849) p. 211
17. ↑  P. Hélyot (1849) p. 208
18. 1 2  A. Loth (1896) p. 322
19. ↑  N. Gaultier (1655) p. 53
20. ↑  La défense du chef de l'ancien ordre des Hospitaliers du Saint Esprit contre le livre : De Capite ordinis S. Spiritus, Nicolas Gaultier, 1655; p. 54
21. ↑  Histoire de l'ordre hospitalier du Saint-Esprit. Paul Brune; Éditeur: C. Martin; 1892; p. 155.
22. ↑  J. Basnage de Beauval (1721) p. 312
23. 1 2  F. F. Steenackers (1867) p. 138
24. ↑  J. Basnage de Beauval (1721) p. 315
25. ↑  J. Basnage de Beauval (1721) p. 315-316
26. ↑  Paul Brune (1892) p. 297
27. ↑  A. Castan (1863) p. 11
28. 1 2  P. Brune (1940) p. 43
29. 1 2  F. F. Steenackers (1867) p. 137
30. ↑  J. Basnage de Beauval (1721) p. 330
31. ↑  Paul Brune, p. 95
32. ↑  Paul Brune, p. 96
33. ↑  J. Basnage de Beauval (1721) p. 331
34. 1 2  J. Basnage de Beauval (1721) p. 339
35. ↑  J. Jacquin (1863) p. 5
36. ↑  Léon Lallemand (1902-1912) p. 149
37. 1 2 3 4 5  P. Brune; p. 442
38. 1 2  P. Brune; p. 230
39. ↑  P. Brune; p. 230 et 231
40. ↑  P. Brune; p. 232
41. ↑  rapporté par Jean Mariana dans son Histoire d'Espagne[réf. incomplète]
42. ↑  P. Brune (1892) p. 297
43. ↑  P. Hélyot, M. Bullot, M. L. Badiche, Touchou, J.-P. Migne (1849) p. 215
44. ↑  P. Brune (1940) p. 85
45. 1 2  P. Brune (1940) p. 86
46. ↑  J. Basnage de Beauval (1721) p. 316
47. ↑  P. Hélyot, M. Bullot, M. L. Badiche, Touchou, J.-P. Migne (1849), p. 217
48. ↑  C. Martin (1892) p. 312
49. ↑  Almanach royal (1762) p. 128
50. ↑  P. Brune (1940) p. 87
51. ↑  P. Brune (1892) p. 320
52. ↑  Chevalier, Notes mss, Folio 33 Ve, volume non côté, Bibliothèque de Poligny
53. ↑  gwidon.pl
54. ↑  Paul Brune, p. 62
55. ↑  Paul Brune, p. 63
56. ↑  Joann. Paul. Mercanti, Diario, 1598, die 30 Januar.
57. ↑  Paul Brune, p. 73
58. ↑  P. Hélyot, M. Bullot, M. L. Badiche, Touchou, J.-P. Migne (1849) p. 212
59. ↑  J. Rouquette et A. Villemagne (1911-1914) p. 314
60. ↑  A. N. Didron (1843) p. 424
61. ↑  Héliot, Histoires des ordres monastiques, Chapitre IV[réf. incomplète]
62. ↑  Regula, c. LVII; Règle de l'ordre; chapitre 57
63. ↑  A. Castan (1863) p. 11-12
64. ↑  A. Castan (1863) p. 160.
65. ↑  G. Peignot (1838) p. 76.
66. ↑  P. Brune (1892) p. 99-100
67. ↑  J. Jacquin (1863) p. 8
68. ↑  Paul Brune, p. 87 et 88
69. ↑  Paul Brune, p. 88
70. ↑  L. Gautier, p. 59
71. ↑  P. Brune (1892) p. IV
72. ↑  Le hebdomadaire catholique national de la Polonia - "Gość Niedzielny" http://gdansk.gosc.pl/doc/4170643.Odrodzeni-po-dwoch-wiekach